# Reblochon
Reblochon je francouzský aromatický sýr s omývanou kůrkou a obsahem tuku 45 %. Pochází z obce Thônes v Savojsku.
Název pochází ze slova reblocher, tj. znovu zmáčknout vemeno. Odkazuje na to, že ve středověku museli chovatelé krav odevzdávat daň v mléce, proto krávy nevydojovali úplně a zbytek z dodatečného dojení ponechávali pro sebe. Toto mléko obsahovalo více tuku a hodilo se k výrobě sýra.
K výrobě sýra se používá nepasterizované mléko tarentaiského a montbeliardského skotu. Zraje šest až osm týdnů. Bochník Reblochonu má žluto-oranžovou kůrku, pokrytou jemnou plísní a měkké jádro, měří v průměru 14 cm, na výšku 4 cm a váží okolo 450 g. Sýr má výrazně houbovou, jemně oříškovou chuť a používá se s bramborami, slaninou a cibulí do savojské zimní speciality tartiflette.
Ve Francii se ročně vyrobí okolo patnácti tisíc tun Reblochonu. Od roku 1958 má sýr označení Appellation d'origine contrôlée. Do Spojených států se od roku 2004 nesmí Reblochon dovážet, protože se vyrábí z nepasterizovaného mléka, což nesplňuje americké hygienické standardy.